# Jokers Wild
A Jokers Wild egy angliai blues-rock együttes, amely 1963-ban alakult. A zenekar csak egy egy oldalas LP-t és kislemezt adott ki, melyekből mindössze 50 példány készült. Az LP felvételeit a Brit Könyvtári Hangarchívumban tartották.
1963-ban csatlakozott David Gilmour az együtteshez, akik Cambridge környékén ők számítottak az egyik legjobb zenekarnak, minden tagja képzett zenész volt. A zenekar eredeti dobosát, Clive Welham-et felváltó Willie Wilson a The Wall showk-ban a Pink Floyd háttérzenekarának tagja is volt. Mivel David Cambridge-ben élt, így könnyen talált fellépési lehetőséget a Jokers Wild-nak, de ő azonban nem érte be ennyivel és miután Syd Barrett-tel és néhány barátjukkal 1965 augusztusát utcazenéléssel töltötték Dél-Franciaországban, úgy határozott, hogy a Jokers Wild-dal visszatér a kontinensre. Körülbelül egy évig maradtak, őket is elragadta a hippiőrület, s a zenekart Flowers névre keresztelték. Ez a formáció végül megszűnt és 1966-ban Gilmour kilépett.

## Tagok
- David Gilmour – gitár, ének, szájharmonika (1966-ban távozott)
- John Gordon - gitár, ének
- Peter Gilmour - basszusgitár, ének (1966 elejétől)
- Rick Wills - basszusgitár (Tony Sainty vette át a helyét)
- Tony Sainty - basszusgitár, ütőhangszerek, ének (1966-ban távozott)
- Clive Welham - dob, ének (1966 közepéig)
- Willie Wilson – dob (1966 elejétől)
- David Altham - ének, billentyű, ének
- Dick Parry - szaxofon, trombita

Később Wills a Foreigner és a Bad Company együttesekben játszott, majd David Gilmour első szólólemezén, az 1978-as David Gilmour-on zenélt Wilson-nal, Parry pedig számos Pink Floyd dalon és turnén játszott.

## Diszkográfia
- 1965 - Jokers Wild[1][3]

A Pink Floyd által kiadott bootleg válogatásalbumnak, a A Treeful of Secrets-nek a 15. lemezén öt Jokers Wild szám található, amin David Gilmour is zenél:
1. Why Do Fools Fall In Love - 01:52
2. Walk Like A Man - 02:11
3. Don't Ask Me (What I Say) - 02:55
4. Big Girls Don't Cry - 02:15
5. Beautiful Delilah - 01:54

## Külső hivatkozások
- David Gilmour hivatalos oldala (angolul)